# Pamigua
El pamigua és una llengua indígena americana de família lingüística tinigua-pamigua actualment extinta. Fou parlada a la missió de San Concepción d'Arauca a Colòmbia. Es va extingir cap el 1930 i es coneix sobretot per les dades recopilades per A. Ernst entre 1891 i 1895.